# Petr Kodeš
Petr Kodeš (* 31. ledna 1996, Krupka) je český fotbalový záložník či obránce a bývalý mládežnický reprezentant, od října 2020 hráč a kapitán klubu FC Hradec Králové. Nastupuje na pozici defenzivního středopolaře či stopera. Je důrazný, dobře čte hru, umí odebírat míč a přesně přihrát. Jeho bratr Karel je bývalý fotbalista.

## Klubová kariéra
Je odchovancem mužstva FK Teplice, kam přestoupil z mládeže celku FK Soběchleby.

### FK Teplice
V průběhu sezony 2014/15 se propracoval do seniorské kategorie. Zpočátku však nastupoval pouze za juniorku v tamní lize, v září 2015 byl poprvé povolán do "áčka".
V prvním družstvu debutoval v lize 19. 9. 2015 v sedmém kole proti domácímu klubu FK Mladá Boleslav (prohra 3:4), na hrací plochu přišel v 82. minutě namísto Admira Ljevakoviće. V září 2018 prodloužil smlouvu do roku 2020. Další nový kontrakt poté podepsal v průběhu ročníku 2019/20 a měl platnost do léta 2023. Během tohoto angažmá hrál kromě "áčka" a juniorky také za rezervu tehdy působící v ČFL (třetí nejvyšší soutěž) či hostoval jinde, konkrétně ve Viktorii Žižkov, ve Varnsdorfu či Hradci Králové. Ten o něj projevil zájem poprvé v roce 2019, ale z transferu tehdy sešlo.

### FK Viktoria Žižkov (hostování)
V červenci 2017 odešel na roční hostování do Viktorie Žižkov, tehdejšího nováčka druhé ligy. Svůj první ligový zápas v dresu Viktorky absolvoval v úvodním kole hraném 31. července 2017 v souboji s Dynamem České Budějovice, při remíze 1:1 na hřisti soupeře nastoupil na celých devadesát minut. Poprvé a zároveň naposledy se v lize během tohoto angažmá prosadil 20. 8. 2017 proti týmu MFK Vítkovice (výhra 5:0), když v 51. minutě zvyšoval na 3:0. V celku nakonec skončil už v zimě 2017/18. Za Žižkov odehrál celkem 15 utkání v lize.

### FK Varnsdorf (hostování)
V průběhu ročníku 2018/19 zamířil hostovat tehdy v rámci druhé ligy do mužstva FK Varnsdorf. Ligový debut si zde připsal v šestém kole v souboji s klubem FC Hradec Králové (výhra 1:0), nastoupil na celý zápas. Svůj první a zároveň i jediný ligový gól za tento tým zaznamenal proti mužstvu 1. SK Prostějov, trefil se v 87. minutě a podílel se se svými spoluhráči na venkovním vítězství 2:0. Během téměř ročního působení si připsal 22 ligových startů.

### FC Hradec Králové
V říjnu 2020 odešel v poslední den přestupního období v Česku z Teplic na hostování do konce sezony 2020/21 s opcí na přestup do Hradec Králové, opačným směrem zamířil výměnou za Kodeše hostovat taktéž do léta 2021 s předkupním právem na trvalý transfer Robert Jukl. Premiérový ligový duel v dresu "Votroků" zažil 7. 11. 2020 v sedmém kole v souboji s Fotbalem Třinec, odehrál celých 90 minut a po závěrečném hvizdu slavil se svými spoluhráči výhru 2:1 na trávníku soupeře. Na jaře 2021 po 23. kole hraném 8. května 2021 postoupil s Hradcem po výhře 2:1 nad Duklou Praha z prvního místa tabulky do nejvyšší soutěže, kam se "Votroci" vrátili po čtyřech letech. V květnu 2021 vedení Hradce Králové uplatnilo opci a získalo Kodeše na přestup. Stal se stabilním členem týmu a později začal přebírat roli kapitána po Jakubu Radovi. V létě 2024 prodloužil smlouvu

## Klubové statistiky
Aktuální k 3. 6. 2025
| Sezona    | Klub                       | Soutěž             | Zápasy | Góly |
| --------- | -------------------------- | ------------------ | ------ | ---- |
| 2014/2015 | FK Teplice U21             | Juniorská liga     | 26     | 4    |
| 2015/2016 | FK Teplice                 | Synot liga         | 19     | 0    |
| 2016/2017 | FK Teplice                 | ePojisteni.cz liga | 9      | 0    |
| 2017/2018 | FK Viktoria Žižkov (host.) | FNL                | 15     | 1    |
| 2017/2018 | FK Teplice                 | HET liga           | 6      | 0    |
| 2018/2019 | FK Teplice                 | Fortuna:Liga       | 0      | 0    |
| 2018/2019 | FK Varnsdorf (host.)       | Fortuna:NL         | 22     | 1    |
| 2019/2020 | FK Teplice                 | Fortuna:Liga       | 19     | 0    |
| 2020/2021 | FK Teplice                 | Fortuna:Liga       | 2      | 0    |
| 2020/2021 | FC Hradec Králové (host.)  | Fortuna:NL         | 18     | 0    |
| 2021/2022 | FC Hradec Králové          | Fortuna:Liga       | 29     | 0    |
| 2022/2023 | FC Hradec Králové          | Fortuna:Liga       | 31     | 2    |
| 2023/2024 | FC Hradec Králové          | Fortuna:Liga       | 32     | 0    |
| 2024/2025 | FC Hradec Králové          | Chance Liga        | 32     | 1    |

## Reprezentační kariéra
Petr Kodeš reprezentoval Českou republiku v mládežnické kategorii U18, kde 11. října 2013 debutoval pod trenérem Miroslavem Soukupem v přátelském utkání České republiky proti Spojeným státům americkým (prohra 0:1). Nastupoval později rovněž za žákovský výběr do 20 let.